# Wereldkampioenschap voetbal 2018 (troostfinale) België - Engeland
Dit artikel gaat over de troostfinale tussen België en Engeland die gespeeld werd op zaterdag 14 juli 2018 tijdens het wereldkampioenschap voetbal 2018. Het duel was de 63e wedstrijd van het toernooi.

## Voorafgaand aan de wedstrijd
- België stond bij aanvang van het toernooi op de derde plaats van de FIFA-wereldranglijst.[1]
- Engeland stond bij aanvang van het toernooi op de 12e plaats van de FIFA-wereldranglijst.[2]
- De confrontatie tussen de nationale elftallen van België en Engeland vond 32 maal eerder plaats.[3] Eerder dit toernooi speelde beide teams al tegen elkaar in de groepsfase. De uitslag was toen 0-1 voor België
- Het duel vond plaats in het Stadion Sint-Petersburg in Sint-Petersburg. Dit stadion werd in 2017 geopend en heeft een capaciteit van 66.881.

## Wedstrijdgegevens[4]
| Datum                | 14 juli 2018                                                                              | 14 juli 2018                                                                              |
| Wedstrijdnummer      | 63                                                                                        | 63                                                                                        |
| Stadion              | Stadion Sint-Petersburg, Sint-Petersburg                                                  | Stadion Sint-Petersburg, Sint-Petersburg                                                  |
| Toeschouwers         | 64.406                                                                                    | 64.406                                                                                    |
| Scheidsrechter       | Alireza Faghani                                                                           | Alireza Faghani                                                                           |
| Assistenten          | Reza Sokhandan Mohammad Reza Mansouri                                                     | Reza Sokhandan Mohammad Reza Mansouri                                                     |
| Vierde official      | Malang Diedhiou                                                                           | Malang Diedhiou                                                                           |
| Videoscheidsrechters | Mark Geiger Joe Fletcher (assistent) Bastian Dankert (assistent) Paolo Valeri (assistent) | Mark Geiger Joe Fletcher (assistent) Bastian Dankert (assistent) Paolo Valeri (assistent) |
| Man van de wedstrijd | Eden Hazard                                                                               | Eden Hazard                                                                               |
|                      | België                                                                                    | Engeland                                                                                  |
| Doelpunten           | 2                                                                                         | 0                                                                                         |
| Gele kaarten         | 1                                                                                         | 2                                                                                         |
| Rode kaarten         | 0                                                                                         | 0                                                                                         |
| Wissels              | 3                                                                                         | 3                                                                                         |
| Schoten op doel      | 9                                                                                         | 8                                                                                         |
| Schoten naast doel   | 3                                                                                         | 7                                                                                         |
| Overtredingen        | 11                                                                                        | 5                                                                                         |
| Hoekschoppen         | 4                                                                                         | 5                                                                                         |
| Buitenspel           | 1                                                                                         | 0                                                                                         |
| Vrije trappen        | 5                                                                                         | 12                                                                                        |
| Balbezit (%)         | 43                                                                                        | 57                                                                                        |

| België | 2 – 0        | Engeland |
| Thomas Meunier 4' Eden Hazard 82' | goals        | |
| Roberto Martínez | bondscoach   | Gareth Southgate |
| Thibaut Courtois Thomas Meunier Toby Alderweireld Vincent Kompany Jan Vertonghen Axel Witsel Kevin De Bruyne Youri Tielemans 78' Romelu Lukaku 60' Eden Hazard Nacer Chadli 39' | opstellingen | Jordan Pickford 46' Danny Rose John Stones Harry Maguire Kieran Trippier Phil Jones Fabian Delph Eric Dier 84' Ruben Loftus-Cheek Harry Kane 46' Raheem Sterling |
| Thomas Vermaelen 39' Dries Mertens 60' Moussa Dembélé 78' | wissels      | 46' Jesse Lingard 46' Marcus Rashford 84' Dele Alli |
| Axel Witsel 90+3' | gele kaarten | 52' John Stones 76' Harry Maguire |
| | rode kaarten | |